# Grove-Element
Das Grove-Element ist eine historische galvanische Zelle, die aus einer Zink- und einer Platin-Halbzelle besteht und zählt zu den heute nicht mehr gebräuchlichen Nassbatterien. Das galvanische Element ist nach seinem Erfinder William Grove benannt, der sie 1844 entwickelte.

## Aufbau

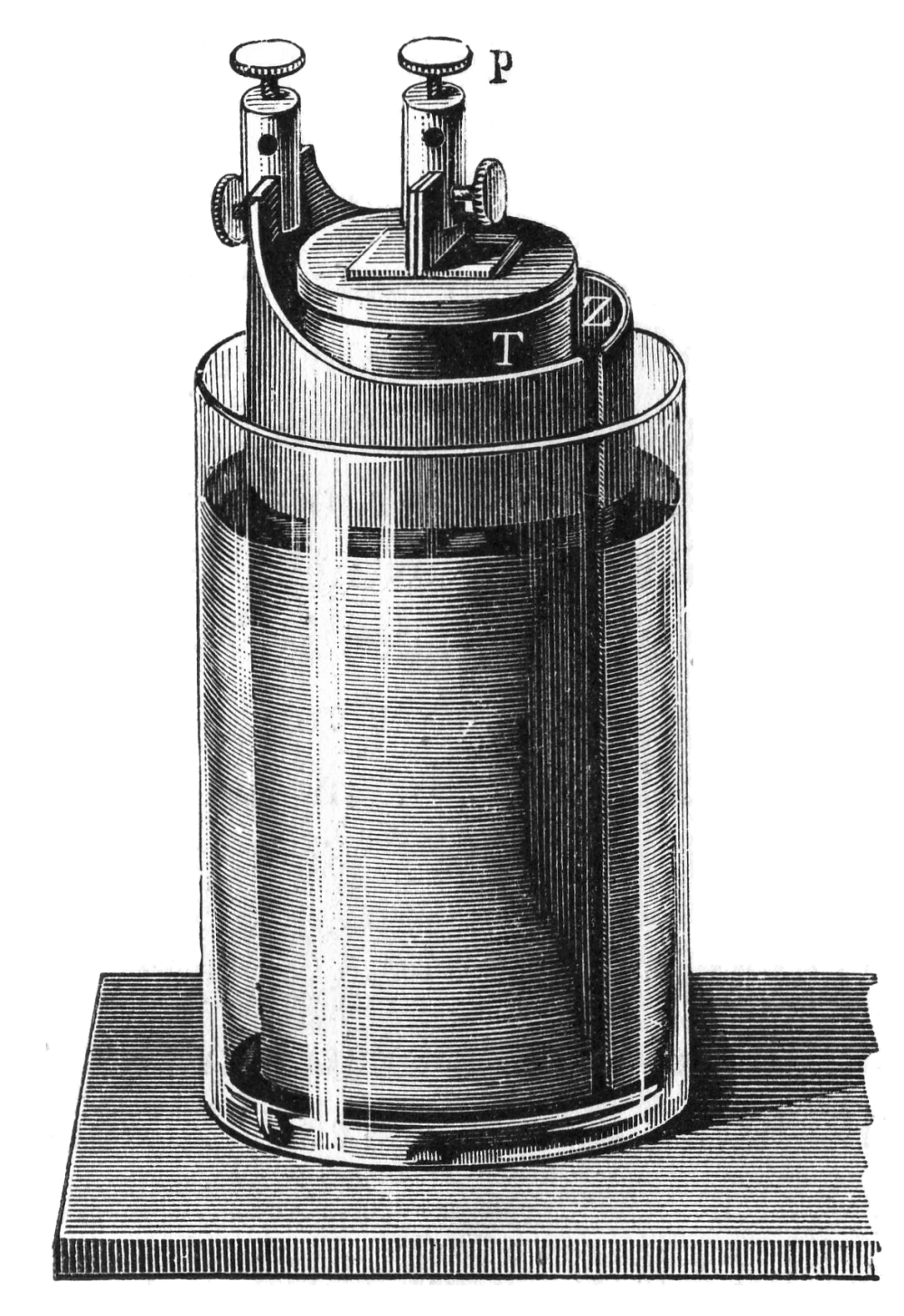
Grove-Element (1897)

Das Grove-Element besteht aus einem zentrischen Platinstab, welcher die positive Elektrode in Form der Kathode darstellt und in der Abbildung mit (P) markiert ist, und dieser taucht in eine Lösung aus verdünnter Salpetersäure. In der ursprünglichen Bauform ist die verdünnte Salpetersäure in einem Behälter (T) aus porösem Steingut gefüllt, welcher seinerseits im Außenbereich in eine Lösung aus Schwefelsäure getaucht ist. Im Außenbereich befindet sich die negative Elektrode als Anode aus einer gebogenen Metallplatte aus Zink, in der Darstellung mit (Z) markiert, welche in die Bereich der Schwefelsäure eingetaucht ist. Die gesamte Anordnung befindet sich in einem Trägergefäß. Der Platinstab und das Zinkblech ist durch entsprechende Klemmen für den elektrischen Anschluss versehen. Das Diaphragma, auch als Salzleiter bezeichnet, dient dazu, die Diffusionsdurchmischung der beiden Säuren zu verhindern und dennoch einen Ladungsausgleich durch Anionen durch das poröse Material zu ermöglichen.
Die Zellspannung beträgt bei dem Grove-Element 1,9 V, was zu dem ähnlich aufgebauten Daniell-Element mit 1,1 V fast eine Verdopplung darstellt. Aufgrund dieser höheren Spannung wurde das Grove-Element ab 1844 bis 1860 vor allem in Nordamerika bei den ersten Telegrafieverbindungen als elektrische Energiequelle eingesetzt. Der Nachteil des Grove-Element ist die Bildung von giftigem Stickstoffdioxid bei der Entladung, auch das vergleichsweise teure Platin stellte in der praktischen Anwendung einen Nachteil dar. Deshalb wurde das Grove-Element als elektrische Energiequelle in der Telegrafie ab den 1860er Jahren durch Gravity-Daniell-Elemente abgelöst.

## Reaktionsgleichung
Die Redoxreaktion bei der Entladung ist:
{\displaystyle \mathrm {\ Zn+H_{2}SO_{4}+2HNO_{3}\rightarrow ZnSO_{4}+2H_{2}O+2NO_{2}} }